# ۳۵۶ (قمری)
۳۵۶ (قمری)، سیصد و پنجاه و ششمین سال در گاهشماری هجری قمری است. اول محرم این سال برابر با بیست و دوم دسامبر سال ۹۶۶ میلادی است.

## وابسته
- بیستون پسر وشمگیر
- حمدانیان
- ابوالفرج اصفهانی